# Wilhelm Weinreis
Wilhelm Weinreis (* 10. November 1872 in Friesdorf; † 13. August 1906 in Bonn) war ein deutscher Architekt und Bauunternehmer, der in seiner Heimatstadt Bonn und der damaligen Stadt Godesberg wirkte.

## Leben und Wirken
Weinreis, Sohn eines Maurermeisters, stammte aus Friesdorf (1904 nach Godesberg eingemeindet), wo er auch aufwuchs und sich erstmals als Architekt niederließ. Vermutlich 1899 zog er in die Bonner Südstadt (Bonner Talweg 14). 1901 ließ er dort für sich nach eigenen Plänen ein Wohnhaus in Formen des Jugendstils erbauen (Prinz-Albert-Straße 50, damals Marienstraße 30). Sein Unternehmen firmierte zuletzt als Bureau für Architectur und Bauausführung. In der Bonner Südstadt, einem der größten geschlossen erhaltenen gründerzeitlichen Wohnviertel in Deutschland, gehörte er mit 25 von ihm entworfenen Häusern zu den bedeutenderen Architekten. 1901/02 entstand als sein bis dahin wohl bedeutendstes Werk die Synagoge in Poppelsdorf im ortsuntypischen maurischen Stil, für die er mehrere Varianten entworfen hatte. 1903 erhielt er mit dem Mausoleum Guier auf dem Godesberger Burgfriedhof den Auftrag für einen weiteren Sakralbau, den er ebenfalls in maurischen Formen entwarf, jedoch schließlich nur mit der Ausführung nach Plänen des Regierungsbaumeisters August Senz betraut wurde.
Weinreis starb in seinem Wohnhaus in der Bonner Südstadt und wurde am 16. August 1906 in Kessenich beigesetzt.

## Werk
- Karte mit allen Koordinaten der Werke:
- OSM |
- WikiMap

### Bauten in Bonn
| Bauzeit   | Ortsteil                | Adresse                                   | Bild           | Objekt                               | Maßnahme                                  | Anmerkungen                                   |
| --------- | ----------------------- | ----------------------------------------- | -------------- | ------------------------------------ | ----------------------------------------- | --------------------------------------------- |
| 1896      | Muffendorf              | Muffendorfer Hauptstraße 22 Lage          | weitere Bilder | Saalgebäude für eine Gastwirtschaft  | Neubau                                    | heute „Kleine Beethovenhalle“; Denkmalschutz  |
| 1899      | Südstadt                | Bonner Talweg 111 Lage                    |                | Wohnhaus                             | Neubau                                    | Denkmalschutz                                 |
| 1899      | Südstadt                | Wilhelm-Levison-Straße 2 Lage             |                | Wohnhaus                             | Neubau                                    | Denkmalschutz                                 |
| 1899      | Südstadt                | Wilhelm-Levison-Straße 4 Lage             |                | Wohnhaus                             | Neubau                                    | Denkmalschutz                                 |
| 1899      | Südstadt                | Wilhelm-Levison-Straße 6 Lage             |                | Wohnhaus                             | Neubau                                    | Denkmalschutz                                 |
| 1899      | Südstadt                | Schloßstraße 30 Lage                      |                | Wohnhaus                             | Neubau                                    | Denkmalschutz                                 |
| 1900      | Südstadt                | Bonner Talweg 115/ Rittershausstraße Lage |                | Wohn- und Geschäftshaus              | Neubau                                    | Denkmalschutz                                 |
| 1900      | Südstadt                | Kurfürstenstraße 28/28a Lage              | weitere Bilder | Doppelwohnhaus                       | Neubau                                    | Denkmalschutz                                 |
| 1900      | Südstadt                | Rittershausstraße 1 Lage                  |                | Wohnhaus                             | Neubau                                    | Doppelhaus mit Nr. 3; Denkmalschutz           |
| 1900      | Südstadt                | Rittershausstraße 3 Lage                  |                | Wohnhaus                             | Neubau                                    | Doppelhaus mit Nr. 1; Denkmalschutz           |
| 1900      | Alt-Godesberg           | Max-Franz-Straße 15 Lage                  |                | Wohnhaus                             | Neubau                                    | Denkmalschutz                                 |
| 1900      | Alt-Godesberg           | Max-Franz-Straße 17 Lage                  |                | Wohnhaus                             | Neubau                                    | Denkmalschutz                                 |
| 1901      | Südstadt                | Prinz-Albert-Straße 50 Lage               |                | Wohnhaus                             | Neubau (Bauherr: Wilhelm Weinreis)        | 1921 Fassadenumgestaltung                     |
| 1901      | Südstadt                | Rittershausstraße 6 Lage                  |                | Wohnhaus                             | Neubau                                    | Denkmalschutz                                 |
| 1901      | Alt-Godesberg           | Max-Franz-Straße 19 Lage                  |                | Wohnhaus                             | Neubau                                    | Denkmalschutz                                 |
| 1901      | Alt-Godesberg           | Max-Franz-Straße 21 Lage                  | weitere Bilder | Wohnhaus                             | Neubau                                    | Denkmalschutz                                 |
| 1901–1902 | Poppelsdorf             | Bennauerstraße/ Jagdweg                   |                | Synagoge                             | Neubau                                    | 1938/39 zerstört                              |
| 1901/1902 | Godesberg-Villenviertel | Dürenstraße 44 Lage                       |                | Villa                                | Neubau                                    | Denkmalschutz                                 |
| 1902      | Südstadt                | Wilhelm-Levison-Straße 14 Lage            |                | Wohnhaus                             | Neubau                                    | Denkmalschutz                                 |
| 1902      | Südstadt                | Wilhelm-Levison-Straße 16 Lage            |                | Wohnhaus                             | Neubau                                    | Denkmalschutz                                 |
| 1902      | Südstadt                | Wilhelm-Levison-Straße 18 Lage            |                | Wohnhaus                             | Neubau                                    | Denkmalschutz                                 |
| 1902      | Gronau                  | Kaiserstraße 147 Lage                     |                | Wohnhaus                             | Neubau                                    | Denkmalschutz                                 |
| 1902      | Alt-Godesberg           | Max-Franz-Straße 12–16 Lage               | weitere Bilder | Dreierwohnhausgruppe                 | Neubau                                    | Denkmalschutz                                 |
| 1902      | Godesberg-Villenviertel | Dürenstraße 38/40 Lage                    | weitere Bilder | Doppelwohnhaus                       | Neubau                                    | Denkmalschutz                                 |
| 1902      | Godesberg-Villenviertel | Dürenstraße 42 Lage                       |                | Wohnhaus                             | Neubau                                    | Denkmalschutz                                 |
| 1903      | Südstadt                | Argelanderstraße 68 Lage                  |                | Wohnhaus                             | Neubau                                    | Denkmalschutz                                 |
| 1903      | Kessenich               | Rheinweg 127 Lage                         | weitere Bilder | Wohnhaus                             | Neubau                                    | Denkmalschutz                                 |
| 1903      | Weststadt               | Poppelsdorfer Allee 56a Lage              |                | Wohnhaus                             | Neubau                                    | Denkmalschutz                                 |
| 1903/1904 | Südstadt                | Argelanderstraße 70 Lage                  |                | Wohnhaus                             | Neubau                                    | Denkmalschutz                                 |
| 1903/1904 | Südstadt                | Argelanderstraße 72 Lage                  |                | Wohnhaus                             | Neubau                                    | Denkmalschutz                                 |
| 1904/1905 | Alt-Godesberg           | Am Burgfriedhof Lage                      |                | Mausoleum Guier auf dem Burgfriedhof | Neubau: Ausführung (Entwurf: August Senz) | seit 1952 Friedhofskapelle                    |
| 1905      | Rüngsdorf               | Mirbachstraße 2a Lage                     |                | Villa                                | Neubau                                    | 1965 zum Hotel umgebaut, heute Boutique-Hotel |